# Hendersonia polycistis
Hendersonia polycistis är en svampart som beskrevs av Sacc. 1884. Hendersonia polycistis ingår i släktet Hendersonia och familjen Phaeosphaeriaceae.   Inga underarter finns listade i Catalogue of Life.